# Élections générales paraguayennes de 2023
Les élections générales paraguayennes de 2023 se déroulent le 30 avril 2023 afin d'élire le président de la République ainsi que les membres des deux chambres du Congrès. Les élections des gouverneurs et des assemblées des 17 départements du pays ont lieu simultanément, de même que celles des 18 délégués au Parlement du Mercosur.
Le président sortant Mario Abdo, du Parti colorado (ANR-PC), n'est pas éligible à sa réélection, la constitution interdisant les mandats présidentiels consécutifs.
Malgré une très faible côte de popularité de Mario Abdo, le scrutin se révèle une victoire pour l'ANR-PC, qui remporte la majorité relative des suffrages et dont le candidat Santiago Peña remporte la présidence. L'opposant Efraín Alegre, longtemps donné au coude à coude avec Peña  dans les sondages, arrive finalement loin derrière, concurrencé par la candidature anti-système de Paraguayo Cubas, qui faisait initialement partie de sa coalition d'opposition.

## Contexte

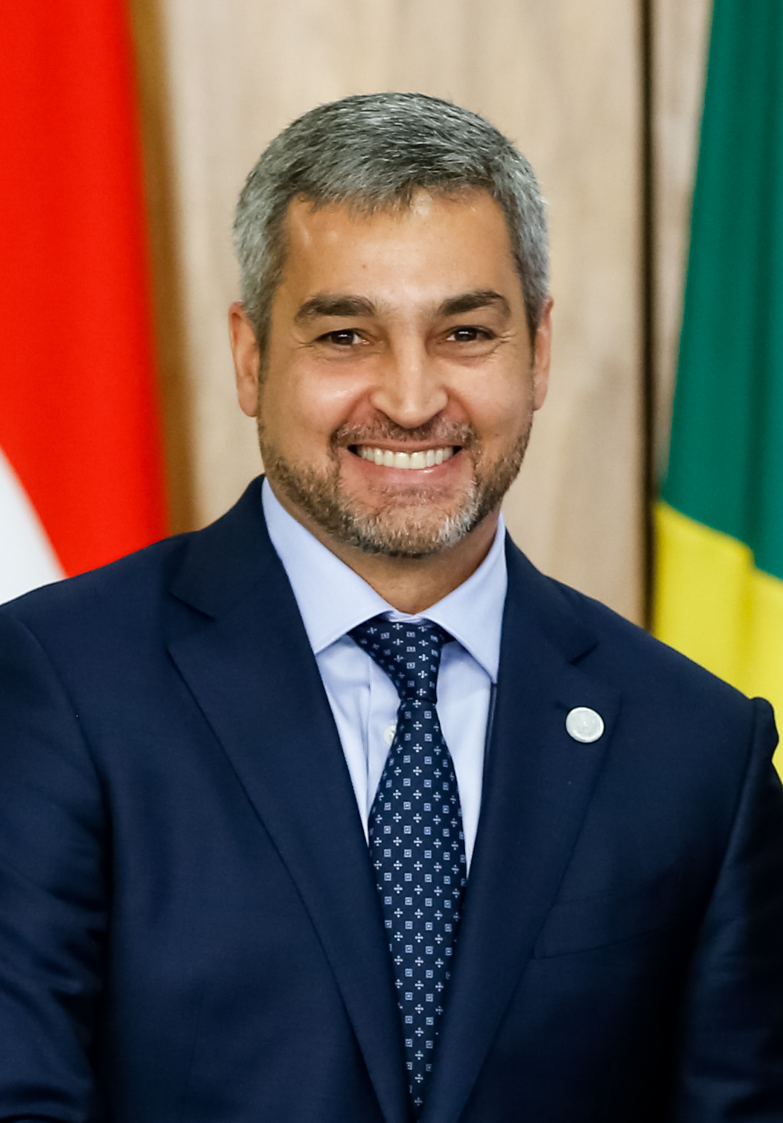
Mario Abdo

Les élections générales d'avril 2018 voient la victoire de Mario Abdo, dont le Parti colorado (ANR-PC) obtient la majorité absolue des sièges à la Chambre des députés et la majorité relative au Sénat. Les élections de 2018 interviennent dans un contexte politique très instable, le président Horacio Cartes ayant tenté de faire modifier la constitution de 1992 afin de supprimer la limitation à un unique mandat présidentiel, lui permettant ainsi de se représenter pour un second mandat. Après un vote favorable au Sénat dominé par le Parti colorado, le processus de révision constitutionnelle est interrompu avant sa mise à référendum par de violentes manifestations populaires. La tentative suscite en effet la polémique, l'interdiction des mandats consécutifs ayant été adoptée en réaction à la dictature militaire du général Alfredo Stroessner lors de la transition démocratique de 1990. L'ampleur des manifestations conduit finalement Cartes à renoncer à son projet de modification de la constitution. Mario Abdo remporte l'élection de 2018 sur le candidat du Parti libéral radical authentique, Efraín Alegre. Le scrutin voit ainsi Horacio Cartes quitter le pouvoir, tandis qu'un membre du parti colorado conserve la présidence.
Un an après son arrivée au pouvoir, le gouvernement de Mario Abdo connaît un taux élevé de désapprobation à l'égard de sa gestion, atteignant 69,3 % en août 2019. Il doit faire face en mars 2021 à des manifestations contre la corruption et la mauvaise gestion de la crise sanitaire provoquée par la Pandémie de Covid-19. Quatre ministres, dont celui de la Santé, sont renvoyés. Le ressenti de la corruption dans le pays est le plus important d'Amérique du Sud selon l'index établi par Transparency International, le Paraguay s'établissant au 137e rang sur 180 au niveau mondial. La corruption y est jugée endémique au point d'être considérée comme presque normale et de toucher jusqu'aux scrutins électoraux, qui sont régulièrement entachés par du clientélisme et des achats de voix. En mai 2022, la question de la lutte contre le crime organisé se retrouve placée au premier plan à la suite de l'assassinat en Colombie du procureur Marcelo Pecci, spécialisé dans la lutte contre le trafic de drogue. Le Paraguay est alors le premier producteur de cannabis en Amérique du Sud, une plaque tournante du trafic de cocaïne, ainsi que la plus importante plaque tournante du trafic de cigarettes sur le continent américain.
Réputé proche des États-Unis sur les questions de politique étrangère, Mario Abdo rompt en janvier 2019 les relations diplomatiques avec le Venezuela et reconnaît Juan Guaido, l'un des chefs de l'opposition vénézuélienne, comme président du pays, avant de le recevoir au palais présidentiel à Asuncion. L'année précédente, il annule cependant la décision de son prédécesseur de transférer l'ambassade paraguayenne de Tel Aviv à Jérusalem, estimant ne pas avoir été consulté, et déclare avoir pris cette décision pour « contribuer à l'intensification des efforts diplomatiques régionaux et internationaux dans le but de parvenir à une paix élargie, juste et durable au Moyen-Orient ». Cette décision entraîne des tensions avec le gouvernement israélien, soutenu par les États-Unis, qui réagit en fermant son ambassade au Paraguay.
Courant 2021, le Parti colorado fait obstacle au Sénat à une proposition de loi avancée par l'opposition visant à ouvrir des relations diplomatiques avec la Chine afin d'obtenir une aide sanitaire face au Covid-19. Le Paraguay conserve ainsi ses relations officielles avec la seule Taïwan.

## Système électoral
Le président de la république du Paraguay est élu au scrutin uninominal majoritaire à un tour pour un mandat de cinq ans non renouvelable. Chaque candidat se présente avec un colistier lui-même candidat à la vice-présidence. Le binôme qui remporte le plus de voix est déclaré élu. Les candidats doivent être de nationalité paraguayenne, avoir au moins trente-cinq ans et être en pleine possession de leurs droits civiques.
Le Congrès du Paraguay est un parlement bicaméral composé d'une chambre basse, la Chambre des députés, et d'une chambre haute, le Sénat, dont l'ensemble des membres sont élus simultanément pour cinq ans au suffrage universel direct.
À la Chambre des députés, 80 sièges sont à pourvoir au scrutin proportionnel plurinominal avec listes bloquées, répartis selon la méthode de la plus forte moyenne. Le scrutin a lieu dans dix-huit circonscriptions plurinominales correspondants aux départements du Paraguay plus la capitale Asuncion.
Au Sénat, 45 sièges sont à pourvoir selon les mêmes modalités, mais dans une unique circonscription nationale. Les anciens présidents de la République sont sénateurs à vie, mais ne disposent pas du droit de vote.

## Forces en présence
| Partis | Partis | Idéologie                                                                            | Chef de file    | Résultats en 2018           |
| ------ | --- | ------------------------------------------------------------------------------------ | --------------- | --------------------------- |
|        | Association nationale républicaine - Parti colorado Asociación Nacional Republicana - Partido Colorado (ANR-PC) | Droite Libéralisme économique, conservatisme social                                  | Santiago Peña   | 35,52 % des voix 17 députés |
|        | Parti libéral radical authentique Partido Liberal Radical Auténtico (PLRA)                                      | Centre-droit Libéralisme économique, social-libéralisme, conservatisme social        | Efrain Allegre  | 24,18 % des voix 13 députés |
|        | Parti de la croisade nationale Partido Cruzada Nacional (PCN)                                                   | Antisystème Populisme, lutte contre la corruption, nationalisme, anti-mondialisation | Paraguayo Cubas | 2,48 % des voix 1 député    |

## Campagne

### Santiago Peña
Le candidat du Parti colorado au pouvoir est Santiago Peña. Ancien ministre des finances et proche de l’ancien président Horacio Cartes, dont l'influence reste forte dans le pays, Santiago Peña fait des questions sociales et de la répartition des richesses les thèmes forts de sa campagne.
Il déclare qu'il souhaite mettre en avant sa formation et son expérience politique pour offrir des opportunités aux plus jeunes pour rendre le Paraguay meilleur. Il propose pour ce faire l'accès universel à la santé, une modernisation de l'État et un meilleur accès aux services publics pour les communautés indigènes. Concernant la sécurité, le candidat à la présidence déclare que le Paraguay a un taux de criminalité « très bas, comparable à celui des pays nordiques » si la violence aux frontières du pays est ignorée. Il déclare également vouloir mettre en place des radars aériens et des scanners de fret dans les ports pour lutter contre la criminalité organisée, regrettant de ne pas y avoir pensé lorsqu'il était au gouvernement.

### Efrain Alegre
À nouveau candidat du Parti libéral radical authentique, le principal parti d'opposition, Efraín Alegre entend réévaluer le soutien du Paraguay à Taïwan.

### Paraguayo Cubas
Alors que l'élection présidentielle précédente était le reflet d'un bipolarisme entre le candidat du parti Colorado et une opposition unie, la campagne est marquée en 2023 par la candidature de dernière minute de l'ancien sénateur Paraguayo (Payo) Cubas, qui est donné à plus de 10 % des voix dans les sondages,. Démis de son mandat de sénateur en 2019 pour s'être battu avec des policiers et appeler au meurtre de 100 000 Brasiguaios, Cubas refuse toute alliance avec le candidat de l'opposition Efrain Alegre, qui a déjà perdu les deux élections présidentielles précédentes et dont il faisait initialement partie de la coalition avant la désignation par cette dernière d'Alegre pour candidat commun.
Paraguayo Cubas se présente comme un candidat antisystème et anti-corruption, porteur d'un discours virulent à l'encontre des parlementaires et des fonctionnaires, il appelle à une révolution et une modification de la Constitution de 1992. Il déclare soutenir le président salvadorien Nayib Bukele dont il loue sa main-forte et sa lutte contre l'insécurité,. Son programme comprend la restauration des relations diplomatiques avec la Chine, la diminution du poids de l'état et une réforme de l'armée et de la police. Il fait notamment campagne pour le rétablissement de la peine de mort pour les cas de parricide, féminicide, abus sexuel sur mineur et trafic de stupéfiants, meurtre dans le cadre d'un vol qualifié et détournement de fonds. Il se déclare favorable à faire entrer l'armée dans le gouvernement, et à accroitre les pouvoirs présidentiels au détriment du parlement, accusé d'être un « nid de voyous ». Ses prises de positions lui valent d'être comparé à d'autres figures de la droite populiste tels que Donald Trump, Jair Bolsonaro, et Javier Milei.

## Sondages
Pour des raisons techniques, il est temporairement impossible d'afficher le graphique qui aurait dû être présenté ici.

## Résultats

### Présidence de la République
| Candidats                | Candidats                | Colistiers               | Partis                   | Voix       | %     |  |
| ------------------------ | ------------------------ | ------------------------ | ------------------------ | ---------- | ----- |  |
|                          | Santiago Peña            | Pedro Alliana            | ANR-PC                   | 1 291 209  | 43,93 |  |
|                          | Efraín Alegre            | Soledad Núñez            | PLRA                     | 830 302    | 28,25 |  |
|                          | Paraguayo Cubas          | Stilber Valdez           | PCN                      | 692 429    | 23,56 |  |
|                          | Euclides Acevedo         | Jorge Querey             | MNR                      | 41 164     | 1,40  |  |
|                          | José Luis Chilavert      | Sofia Scheid             | PJ                       | 24 259     | 0,83  |  |
|                          | Luis Talavera            | Celso Álvarez            | PNU                      | 17 328     | 0,59  |  |
|                          | Jorge Humberto Gómez     | Noelia Núñez             | UNACE                    | 12 066     | 0,41  |  |
|                          | Juan Félix Romero        | Catalina Ramírez         | MHS                      | 5 869      | 0,20  |  |
|                          | Rosa Bogarín             | Herminio Lesme           | PSDH                     | 5 266      | 0,18  |  |
|                          | Prudencio Burgos         | Leona Guaraní            | 30-A                     | 5 258      | 0,18  |  |
|                          | Alfredo Machuca          | Justina Noguera          | MCPC                     | 5 204      | 0,18  |  |
|                          | Óscar Cañete             | Luis Wilfrido Arce       | PVP                      | 4 847      | 0,17  |  |
|                          | Aurelio Martínez Cabral  | David Sánchez N.         | UP                       | 3 866      | 0,13  |  |
|                          |                          |                          |                          |            |       |  |
| Votes valides            | Votes valides            | Votes valides            | Votes valides            | 29 390 671 | 97,29 |  |
| Votes nuls               | Votes nuls               | Votes nuls               | Votes nuls               | 13 694     | 0,45  |  |
| Votes blancs             | Votes blancs             | Votes blancs             | Votes blancs             | 68 288     | 2,26  |  |
| Total                    | Total                    | Total                    | Total                    | 3 021 049  | 100   |  |
| Abstention               | Abstention               | Abstention               | Abstention               | 1 752 378  | 36,71 |  |
| Inscrits / participation | Inscrits / participation | Inscrits / participation | Inscrits / participation | 4 773 427  | 63,29 |  |

### Chambre des sénateurs
|                          |                                              |           |       |       |        |               |  |  |  |
| Partis                   | Partis                                       | Voix      | %     | +/-   | Sièges | +/-           |  |  |  |
|                          | Parti colorado (ANR-PC)                      | 1 319 617 | 45,73 | 10,21 | 23     | 6             |  |  |  |
|                          | Parti libéral (L)                            | 702 776   | 24,35 | 0,17  | 12     | 1             |  |  |  |
|                          | Parti de la croisade nationale (PCN)         | 331 945   | 11,50 | 9,02  | 5      | 4             |  |  |  |
|                          | Parti de la rencontre nationale (PEN)        | 148 505   | 5,15  | 3,86  | 2      | 2             |  |  |  |
|                          | Parti de l'amour de la patrie (PPQ)          | 72 357    | 2,51  | 4,26  | 1      | 2             |  |  |  |
|                          | Front Guasú (FG)                             | 60 774    | 2,11  | 9,72  | 1      | 5             |  |  |  |
|                          | J'y crois                                    | 56 386    | 1,95  | Nv    | 1      | 1             |  |  |  |
|                          | Mouvement nouvelle république (MNR)          | 44 704    | 1,55  | Nv    | 0      | en stagnation |  |  |  |
|                          | Union nationale des citoyens éthiques (UNCE) | 30 545    | 1,06  | 1,06  | 0      | 1             |  |  |  |
|                          | Autres partis                                | 118 047   | 4,09  | –     | 0      | –             |  |  |  |
|                          |                                              |           |       |       |        |               |  |  |  |
| Suffrages exprimés       | Suffrages exprimés                           | 2 885 656 | 95,55 |       |        |               |  |  |  |
| Votes invalides          | Votes invalides                              | 13 706    | 0,45  |       |        |               |  |  |  |
| Votes blancs             | Votes blancs                                 | 120 825   | 4,00  |       |        |               |  |  |  |
| Total                    | Total                                        | 3 020 187 | 100   | –     | 45     | en stagnation |  |  |  |
| Abstentions              | Abstentions                                  | 1 752 009 | 36,71 |       |        |               |  |  |  |
| Inscrits / participation | Inscrits / participation                     | 4 772 196 | 63,29 |       |        |               |  |  |  |

### Chambre des députés
|                          |                                              |           |       |       |        |               |  |  |  |
| Partis                   | Partis                                       | Voix      | %     | +/-   | Sièges | +/-           |  |  |  |
|                          | Parti colorado (ANR-PC)                      | 1 245 366 | 43,95 | 4,85  | 49     | 7             |  |  |  |
|                          | Parti libéral (L)                            | 875 321   | 30,89 | 13,15 | 21     | 4             |  |  |  |
|                          | Parti de la croisade nationale (PCN)         | 233 870   | 8,25  | 6,84  | 4      | 3             |  |  |  |
|                          | Parti de l'amour de la patrie (PPQ)          | 100 994   | 3,56  | 0,90  | 1      | 2             |  |  |  |
|                          | Parti de la rencontre nationale (PEN)        | 83 186    | 2,94  | 0,24  | 2      | en stagnation |  |  |  |
|                          | J'y crois                                    | 66 481    | 2,35  | Nv    | 2      | 2             |  |  |  |
|                          | Union nationale des citoyens éthiques (UNCE) | 38 802    | 1,37  | 1,40  | 0      | en stagnation |  |  |  |
|                          | Front Guasú (FG)                             | 33 342    | 1,17  | 0,64  | 0      | en stagnation |  |  |  |
|                          | Mouvement nouvelle république (MNR)          | 27 452    | 0,97  | Nv    | 0      | en stagnation |  |  |  |
|                          | Autres partis                                | 119 521   | 4,55  | –     | 0      | en stagnation |  |  |  |
|                          |                                              |           |       |       |        |               |  |  |  |
| Suffrages exprimés       | Suffrages exprimés                           | 2 833 283 | 94,23 |       |        |               |  |  |  |
| Votes invalides          | Votes invalides                              | 13 136    | 0,44  |       |        |               |  |  |  |
| Votes blancs             | Votes blancs                                 | 160 285   | 5,33  |       |        |               |  |  |  |
| Total                    | Total                                        | 3 006 704 | 100   | –     | 80     | en stagnation |  |  |  |
| Abstentions              | Abstentions                                  | 1 776 236 | 37,14 |       |        |               |  |  |  |
| Inscrits / participation | Inscrits / participation                     | 4 782 940 | 62,86 |       |        |               |  |  |  |

## Analyse
Santiago Peña remporte la présidence en arrivant largement en tête, tandis que le Parti colorado (ANR-PC) fait de même aux scrutins parlementaires. Lors de son discours de victoire, il déclare qu'il n'y a « Pas de démocratie sans pain », promettant de réduire les inégalités et la pauvreté qui frappe le pays. Sa prise de fonction est prévue le 15 août 2023.
Malgré un bon résultat, le candidat anti-système Paraguayo Cubas ne parvient qu'en troisième place, derrière Efraín Alegre, candidat du principal parti d'opposition, le Parti libéral radical authentique (PLRA). Affaibli par la concurrence de Cubas sur ses thèmes de campagne de lutte contre la corruption et la mafia, Alegre arrive en deuxième place et échoue ainsi pour la troisième fois consécutive à reproduire le succès de 2008, qui avait vu la gauche arriver pour la première fois au pouvoir depuis près d'un siècle. Contrairement à Allegre qui reconnait rapidement sa défaire tout en appelant à un recompte et à un audit international du scrutin, Cubas accuse directement le gouvernement de fraude électorale et appelle ses électeurs à « résister aux usurpateurs ». Ses déclarations conduisent à l’érection de barricades devant le siège de la commission électorale, où des heurts avec les forces de l'ordre conduisent à l'arrestation de 70 personnes. le 5 mai, Cubas est lui-même arrêté pour trouble de l'ordre public,,.
La victoire du Parti Colorado est par ailleurs un succès pour Taiwan, qui conserve l'un de ses rares pays (et le seul sur le continent américain) à le reconnaitre.